# 暁のビザンティラ
『暁のビザンティラ』（あかつきのビザンティラ）は、菅浩江によるファンタジー風SF小説である。
『暁のビザンティラ』上下巻
- 著者: 菅浩江
- カバー&挿絵: 斉藤友子
- 発行日・出版社:（上巻）1993年10月22日 /（下巻）1993年11月2日　株式会社アスペクト
- 定価:（上巻）505円 + 税/（下巻）524円 + 税

## あらすじ
二つの月が巡る世界で人々は、人間と心通わす能力を得た動物〈メブ〉と幸せな共生関係を築いていた。
兄が罪を犯したため、成人の証である〈メブ〉を得られないことが決まった少女カイチスは、〈メブ〉を育てる荘園を目指し、旅を始める。生まれた村から初めて出た少女は、女衒に騙され娼館へ売られそうになったところを、通りすがりの女武人に助けられる。彼女の名はビザンティラ。一目でビザンティラに惹かれたカイチスは、彼女と旅するうちに、〈メブ〉と世界に関する衝撃の事実を知ることになる……

## 主な登場人物
ビザンティラ
主人公。強く美しい女武人。女性にしては大柄で男言葉を使い、〈メブ〉ではない黄金の鳥ディエルを連れている。荘園や〈メブ〉についての秘密を知っており、ルカス皇帝の手下に追われている。
カイチス
小鳥の村で生まれ育った平凡な少女。兄が〈メブ〉との共生に疑問を持つと言う「罪」を犯したため、〈メブ〉を得られず自分の居場所を失ってしまう。恩人であるビザンティラに対し、無自覚ながら恋愛感情を抱いている。
バルギアード
ルカス皇帝の部下で、ビザンティラを追う美青年。見た目は優美な貴公子だが冷酷な人物。
ベリア・サ・イルテ・コールマ
ルカス皇帝の手からビザンティラを救った女性で、〈地母神〉または〈天つ乙女〉と呼ばれる古き一族と人間の混血。優れた薬師でもある。
ムスタ、エオタ、ルクタ・ア・ダント・コールマ
純血の〈天つ乙女〉、最後の三姉妹。〈天つ乙女〉の存在を闇に葬った皇帝の迫害を逃れるために隠れ住んでいたが、長姉ムスタがルカス皇帝に囚われたため、ムスタを助けるべくビザンティラに助力を仰ぐ。
ルカス皇帝
先代皇帝と共に〈メブ〉制度を生み出した現皇帝。